# Провора Хома Васильович
Хома Васильович Прово́ра (нар. 1830 — пом. ?) — український народний оповідач, виконавець пісень. Сліпий з дитинства.
Народився 1830 року на хуторі Богодарі (тепер село Богодарівка Синельниківського району Дніпропетровської області, Україна). Вміло грав на сопілці.
У 1880-х роках історик і етнограф Дмиторо Яворницький записав від нього багато історичних, ліричних, побутових пісень, балад, примовок, прислів'їв, казок, переказів, оповідок тощо. Частину цих матеріалів він опублікував у своїй праці «Запорожье в остатках старины и преданиях народа» (частини 1—2. Санкт-Петербург, 1888). У праці «По следам запорожцев» (Санкт-Петербург, 1898) присвятив оповідачу окремий розділ, пізніше надрукував про нього кілька нарисів. 
Окремі матеріали, записані від Провори, опубліковані в різних українських фольклорних збірках.